# 臨時代理大使
臨時代理大使（りんじだいりたいし、フランス語: chargés d'affaires ad interim）とは、外交使節団の長〔特命全権大使、特命全権公使又は代理公使 (chargés d'affaires) 〕が不在の間、臨時に当該使節団の長を務める外交官。臨代（りんだい）とも略称される。代理公使は外交使節団の長の一階級であるが、臨時代理大使は、外交使節団の長の代理である点が異なる。

## 設置理由
外交使節団の長が不在の間置かれるが、これは長が病欠である場合の他、任国（接受国）を離れている場合（出張、休暇等一時的な場合を含む）、前任者が離任し後任者がまだ着任していない場合、外交使節団は派遣したものの当該接受国の事情により正式の特命全権大使を派遣するに至らない場合、外交上の問題から大使が召還されている場合がある。例えば、アフガニスタンやイラク等の治安状況が安定していない国の場合、日本は、とりあえず臨時代理大使を長とする大使館を置き（又は再開し）、しかる後に正式の「特命全権大使」が派遣されている。また中国は2021年11月、リトアニアが中華民国（台湾）と非公式な外交関係を持ったことに反発、特命全権大使を召還し臨時代理大使を置く報復措置を取った。

## 任命
通常、当該使節団の構成員の中で、大使に次ぐ外交官が自動的に就任する。ふつうは公使、参事官といった幹部職員が就任するが、大使館の規模が小さいと、若手の書記官が就任する場合もある。

## 呼称
特命全権大使の公文書上の一人称、二人称はそれぞれ「本使」「貴使」で、敬称は「閣下」であるが、臨時代理大使は「本官」「貴官」、敬称は「殿」である。